# Бонч-Осмоловская, Марина Андреевна
Марина Андреевна Бонч-Осмоловская — прозаик, член Союза писателей России (1998). Представительница рода Бонч-Осмоловских.

## Биография.  Семья
Родилась в Ленинграде в семье петербужцев-ленинградцев (4 поколения).
Отец: Андрей Глебович Бонч-Осмоловский, физик-теоретик, доктор наук (1929—2001).
Дедушка со стороны отца Глеб Анатольевич Бонч-Осмоловский (1890—1943) — антрополог и археолог, доктор наук, впервые в СССР открыл остатки неандертальского человека.
По бабушке со стороны отца, Ольге Георгиевне Бонч-Осмоловской — правнучка профессора, действительного статского советника Георгия Федоровича Морозова, лесовода, ботаника, почвоведа и географа, классика российского лесоводства (1867—1920).
Племянница брата отца (единоутробного) — Г. П. Сомова.
Мать — Наталья Александровна Манькова (1929—2017), физик-экспериментатор, кандидат наук.
У М. А. Бонч-Осмоловской есть младший брат, Глеб Андреевич Бонч-Осмоловский, физик-экспериментатор, ныне программист, живёт в Сиднее.
До школы М. А. Бонч-Осмоловская жила в Ленинграде. Позднее её родители получили работу в физическом институте ОИЯИ, в Дубне, Московской области, и семья переехала туда. В Дубне М. А. Бонч-Осмоловская училась в школе, затем окончила в Москве Педагогический институт им. Ленина. После окончания института жила и работала в Ленинграде.
Замужем. Муж — физик-теоретик, доктор наук. В семье дочь Дарья и сын Иван.

## Творческая биография
Летом 1992 года М. А. Бонч-Осмоловская с семьей уехала в Австралию, где около четырёх лет они жили в столице, Канберре, и около пяти лет на Западном побережье, в городе Перте.
Зимой 1994 года, в Канберре, было начато и за девять месяцев закончено первое произведение — роман «Южный Крест», на тему русского характера в эмиграции.
Деятельное участие в редактировании рукописи принял писатель Глеб Горышин. М. А. Бонч-Осмоловская считает, что он её первый литературный друг. Эта дружба началась много лет тому назад. За 20 лет до описываемых событий он помогал Ольге Георгиевне Бонч-Осмоловской (бабушке М. А. Бонч-Осмоловской) в корректировке текста её книги «Одна судьба» (была опубликована в 1964 году А. Т. Твардовским в журнале «Новый мир» отдельным оттиском, затем выпущена книгой в 1975 году).
Большой блок глав из романа «Южный крест» журнал «Аврора» принял к публикации, но в апреле 1998 года «Аврора» потеряла финансирование и журналы не выходили.
В 1999 году Г. Муриков, член Союза писателей России по отделу критики опубликовал в газете «Литературный Петербург» статью о романе «Южный крест», где писал:

...произведение ... драматургично в самом лучшем смысле этого слова. Действие развивается быстро и динамично ... обусловлено, прежде всего, острыми психологическими коллизиями. От текста невозможно оторваться, настолько он захватывает читателя. Тонкость психологического анализа автор умело сочетает с тщательно продуманной композицией всего произведения, не говоря уже о мастерском владении языком и стилем, завидной внутренней свободой повествования.
Роман был опубликован издательством «Светлячок» в Санкт-Петербурге, оформление выполнено В. Г. Трауготом. Роман «Южный крест» был переработан в 2003—2004 годах.
В 1998 году М. А. Бонч-Осмоловскую приняли в Союз писателей России по московскому отделению.
Произведения писателя находятся на её литературной странице.
Одновременно с прозой М. А. Бонч-Осмоловская занималась публицистикой. Первой в 1997 году была остро-полемическая статья «Миф», опубликованная в «Независимой газете» и «Пошлость как выражение ненависти к своей жизни» — заметки на тему развития русской культуры.

…Пошлость есть знак неуверенности в себе тех, кто потерял связь с землей и народом — мера этой потери.
Повесть «День из жизни старика на Беркендейл, 42» была написана в Англии, в городе Шеффилде, с 22 октября по 6 ноября 2000 года. Эту повесть М. А. Бонч-Осмоловской предложили опубликовать одновременно несколько литературных изданий: петербургский журнал «Звезда», московский «Москва», «Журнал XXI век» (бывший «толстый» журнал «Роман газета»), петербургский «Михайловский замок» и лучший по рейтингу на тот момент региональный литературный журнал «Урал». Повесть была опубликована в журнале «Звезда».
Автор «Зияющих высот», писатель А. А. Зиновьев сказал, что «это произведение — русский «Старик и море» Хэмингуэя».
В 2001 году был написан рассказ «Рождественский романс» под впечатлением новой реальности в Германии, где семья М. А. Бонч-Осмоловской жила несколько лет в Западной Вестфалии, и опубликован в петербургском журнале «Нева».
В промежутках между прозой было написано и опубликовано несколько публицистических статей и эссе.
В Австралии в 1997 году был начата новая книга «Золотое руно». М. А. Бонч-Осмоловская работала над ней десять лет, с 1997 по 2007 год, переписав несколько раз. Автор считает, что работа над романом ещё не закончена.
В рецензии на книгу «Апокалипсис» А. Авакова из тбилисского университета им. Г. Робакидзе пишет :

Необыкновенный интерес вызывает последний роман М. А. Бонч-Осмоловской «Золотое руно». … Тематика Апокалипсиса, обращение к ключевым составляющим мировой истории, позволяет трактовать «Золотое руно» не просто как грозное предупреждение или футуристический триллер. Роман разрастается, приобретая широту библейского предсказания, и наполняется тем необыкновенным звучанием, которое позволяет отвести ему особое место среди произведений русской прозы последнего времени.
В 2004—2005 годах М. А. Бонч-Осмоловская занималась организацией литературного конкурса «Русская тема» от Союза писателей России и входила в состав жюри.
В 2008—2009 годах участвовала в жюри литературного конкурса реалистического рассказа «Время и судьбы».
В 2010 году состоялся конкурс «Русская тройка», в котором М. А. Бонч-Осмоловская была членом жюри. «Русская Тройка» представлял собой систему трёх конкурсов в трех номинациях, которые проводились по разным правилам и в разные сроки: «Реалистический рассказ», «Нереальная новелла», «Вольная поэзия».
С 2010 по 2018 год М. А. Бонч-Осмоловская занималась генеалогией рода Бонч-Осмоловских, собирала материал в архивах России и Беларуси. Итогом этой работы стала  энциклопедия рода, книга в 968 страниц, включающая 1060 ссылок на литературу и документы.
С 2003 года проживает в Бельгии.

## Произведения

### Проза
- Южный Крест: Роман / Марина Бонч-Осмоловская. — СПб.: 1999. — 222 с.: ил. Архивная копия от 25 декабря 2019 на Wayback Machine; ISBN 5-89735-016-1.
- Золотое руно: Роман (незаконченный) / Марина Бонч-Осмоловская. Литературная страница. Архивная копия от 24 декабря 2019 на Wayback Machine
- День из жизни старика на Беркендейл, 42. Бонч-Осмоловская М. А. Архивная копия от 24 декабря 2019 на Wayback Machine  // Литературный Петербург — 2001. № 8.
- День из жизни старика на Беркендейл, 42. Бонч-Осмоловская М. А. // Звезда. — СПб. — 2002. — № 2. Архивная копия от 14 января 2020 на Wayback Machine
- Рождественский романс. Бонч-Осмоловская М. А. //  Нева. — СПб. — 2005. — № 7. Архивная копия от 13 декабря 2019 на Wayback Machine
- Бонч-Осмоловская М. А. 500 лет рода Бонч-Осмоловских: Осмоловские герба Бонча / Бонч-Осмоловская М. А., Бонч-Осмоловская Е. А., Бонч-Осмоловская Н. Е., Быченкова Л. А., Валуева Е. М., Кириллова О. Е., Миронюк Б., Осипцов С. А.; Сост. и общ. ред. Бонч-Осмоловской М. А. — М.: Научная книга, 2018. — 968 с. — ил. ISBN 978-5-91393-125-2.

### Публицистика
- Пошлость как выражение ненависти к своей жизни // Аврора. — 1998. — № 1-2. Архивная копия от 25 декабря 2019 на Wayback Machine
- Пошлость как выражение ненависти к своей жизни // Литературный Петербург. — 1999. — № 3. Архивная копия от 25 декабря 2019 на Wayback Machine
- Меркантильный английский ум // НГ-наука: Ежемесячное приложение к Независимой газете, октябрь 1997, № 2. (Статья Миф).
- Миф // Дубна: наука, содружество, прогресс (еженедельник Объединённого института ядерных исследований). — 1998. — № 42. Архивная копия от 26 декабря 2019 на Wayback Machine
- Миф // Литературный Петербург. — СПб. — 1999. — № 5. Архивная копия от 26 декабря 2019 на Wayback Machine
- Миф // Золотой лев. — 2005. — № 63-64. Архивная копия от 26 декабря 2019 на Wayback Machine
- Кысь, заблудившаяся в россиянцах // Литературный Петербург. — СПб. — 2003. — № 10. Архивная копия от 6 января 2020 на Wayback Machine
- Кысь, заблудившаяся в россиянцах // Золотой лев. — 2004. — № 41-42. Архивная копия от 6 января 2020 на Wayback Machine
- Русская культура: дух или стиль? // Дубна: наука, содружество, прогресс (еженедельник Объединённого института ядерных исследований). — 2004. — № 28. Архивная копия от 24 декабря 2019 на Wayback Machine
- Русская культура: дух или стиль? // Золотой лев. — 2005. — № 67-68. Архивная копия от 24 декабря 2019 на Wayback Machine
- Ужас перед Православием. Часть 1 // Бонч-Осмоловская Марина, Мадий. Литературная страница. Архивная копия от 6 января 2020 на Wayback Machine
- Ужас перед Православием. Часть 2 //  Бонч-Осмоловская Марина, Мадий. Литературная страница. Архивная копия от 20 января 2020 на Wayback Machine
- «Остров»две недели спустя // Бонч-Осмоловская Марина, Мадий. Литературная страница. Архивная копия от 26 декабря 2019 на Wayback Machine
- Страх перед Богом // Бонч-Осмоловская Марина, Мадий. Литературная страница. Архивная копия от 6 января 2020 на Wayback Machine